# Aristostomias grimaldii
Aristostomias grimaldii és una espècie de peix de la família dels estòmids i de l'ordre dels estomiformes.

## Morfologia
- Els mascles poden assolir 18,2 cm de longitud total.[3][4]

## Hàbitat
És un peix marí i d'aigües profundes que viu entre 25-800 m de fondària.

## Distribució geogràfica
Es troba a l'Atlàntic oriental (30° 45′ 40″ N, 25° 47′ W), l'Atlàntic occidental (entre 35° i 6°N, incloent-hi el Golf de Mèxic i el Carib), l'Índic (15°S), el Pacífic occidental (22°N 172°E, al nord de l'oest de Nova Guinea) i les Illes Hawaii.